# Franciacorta DOCG

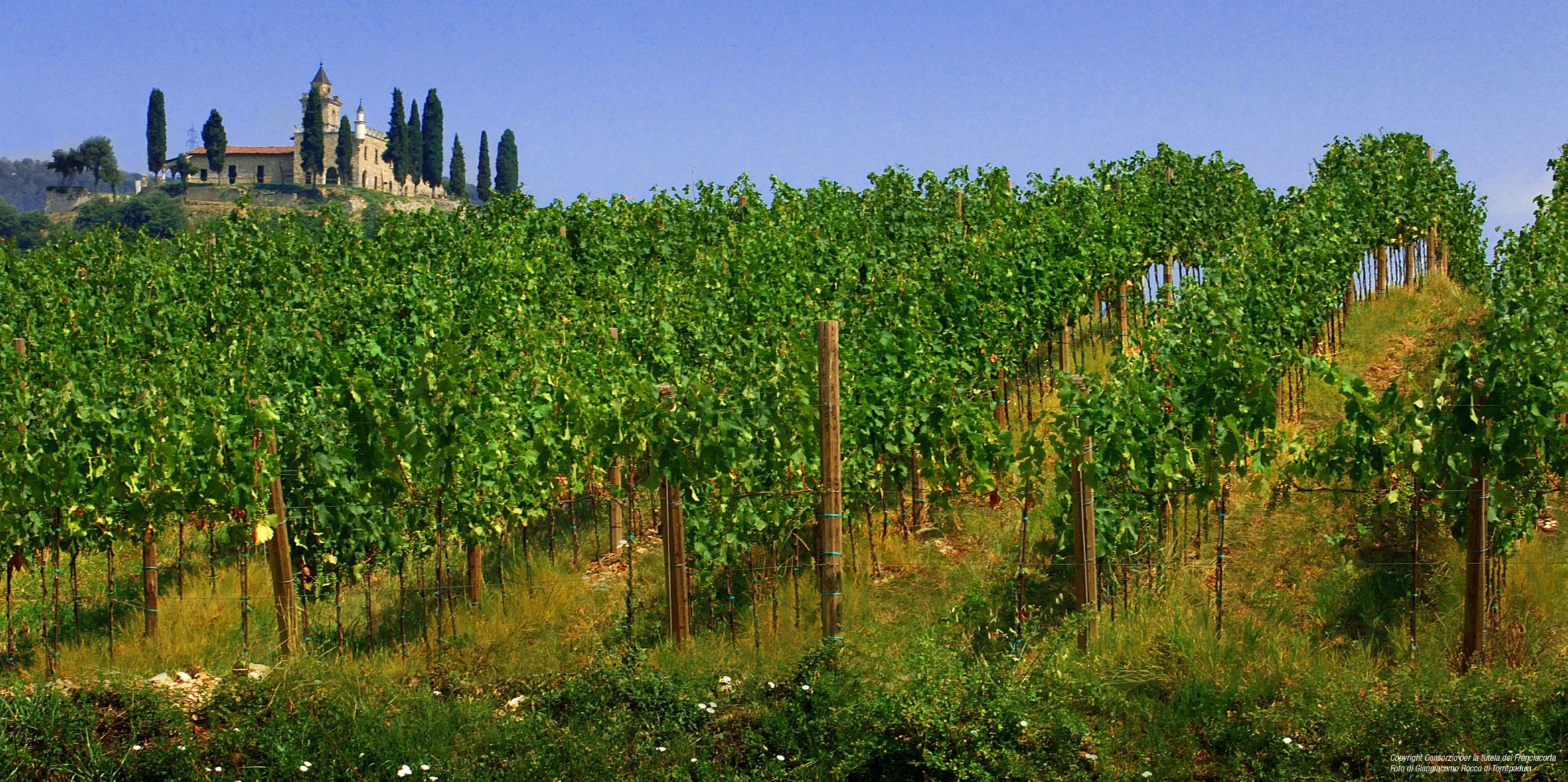
Podgorie din Franciacorta.

Franciacorta este un vin spumant din Provincia Brescia, cu certificat DOCG din struguri crescuți în limitele teritoriului Franciacorta, pe dealurile situate între malul sudic al Lacului Iseo și orașul Brescia. Statutul DOC a fost acordat în 1967, desemnarea fiind apoi valabilă, și pentru vinurile nespumante. Din anul 1995 clasificarea DOCG a fost aplicată exclusiv pentru vinurile spumante din zonă.

## Istorie

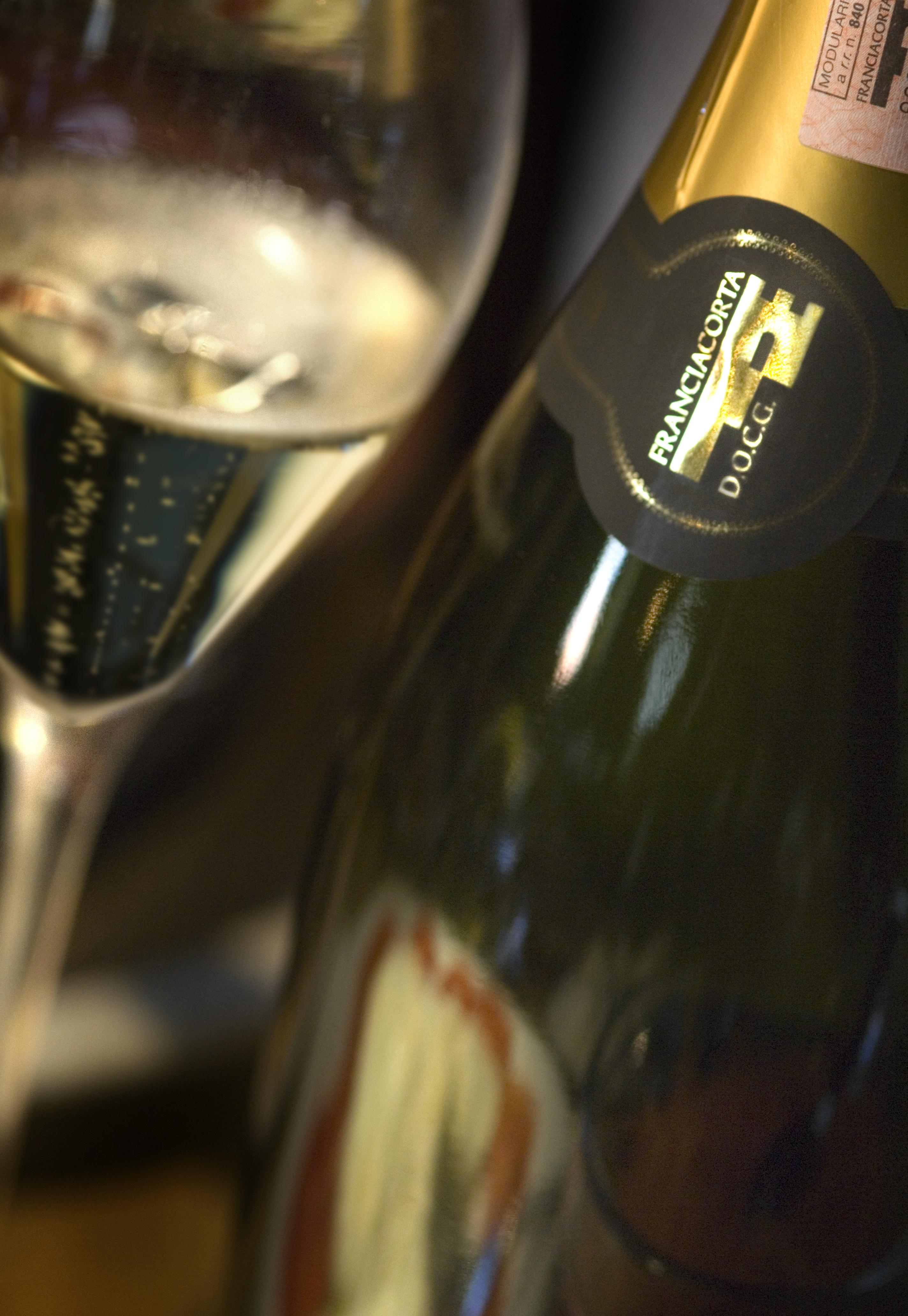
O sticlă cu sigiliul Franciacorta DOCG.

Vinurile din această zonă au tradiții străvechi, menționate de Virgil și Pliniu cel Bătrân, și documentate în actele consiliului orașului Brescia ca "Franzacurta", începând cu 1277, dar nu au fost numite Franciacorta până în 1957, când Guido Berlucchi a lansat un vin alb pe nume Pinot di Franciacorta. Unui tânăr vinificator care lucra pentru Berlucchi, Franco Ziliani, i s-a permis să-și urmeze ambiția de a produce un bun vin spumant, iar în 1961 i s-a permis să producă 3.000 de sticle de vin spumant,  vândute, de asemenea, sub numele de Pinot di Franciacorta. Succesul instant a dus la o producție de 20.000 de sticle, și în cele din urmă producția anuală a fost de 100.000 de sticle.  Apoi a început  sa fie promovat de antreprenori din Milano și Brescia   și până în momentul când regiunea a primit statutul DOC în 1967 deja existau 11 producători de spumant Franciacorta, deși Berlucchi reprezenta mai mult de 80% din producție.
Cu directivele sale, Franciacorta a devenit primul DOC care să precizeze că vinurile sale spumante trebuie să fie făcute prin metodo classico. În 1990, Consorzio per la tutela del Franciacorta a fost format, formând coduri de auto-reglementare. Începând cu 1 august 2003, Franciacorta este singurul vin Italian care nu este obligat să își declare statutul DOCG pe etichetă, în același mod în care o Șampanie poate exclude din etichetele sale AOC.
Din 1996 până în 2006, vânzările de Franciacorta au crescut de la 2,9 milioane de la 6,7 milioane de sticle.
Franciacorta a fost furnizorul oficial de vinuri spumante pentru Expo Milano 2015. 

## Condiții și reglementări

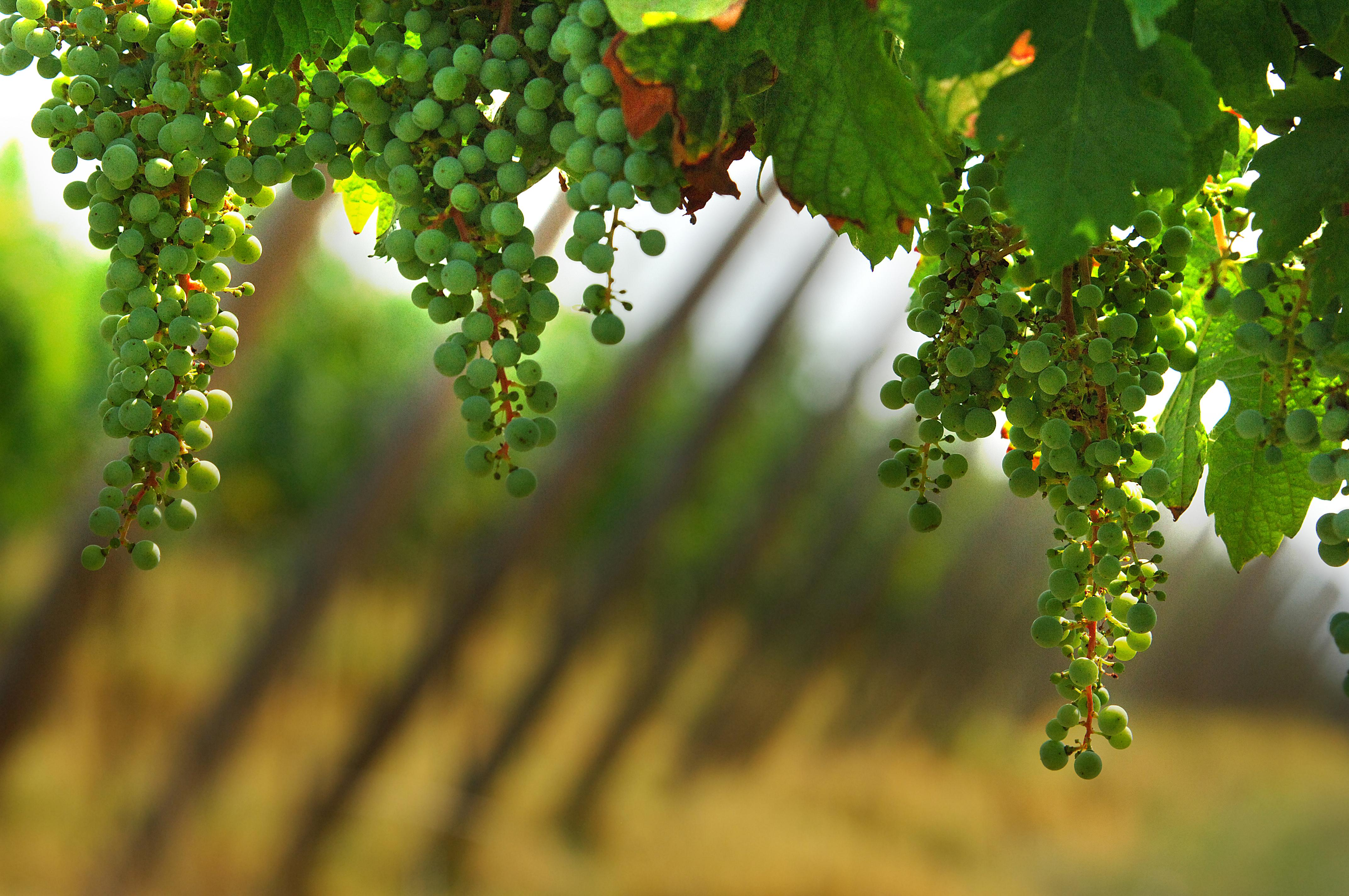
Struguri Chardonnay din Franciacorta.

Strugurii pentru Franciacorta sunt cultivați în podgorii strict delimitate în comunele, Adro, Capriolo, Cazzago San Martino, Cellatica, Coccaglio, Koln, Corte Franca, Erbusco, Gussago, Iseo, Monticelli Brusati, Ome, Paderno Franciacorta, Paratico, Passirano, Provaglio d ' Iseo, Rodengo Saiano, Rovato și Brescia, cu un sol bogat în minerale, pietriș calcaros și soluri care acoperă o rocă calcaroasa.
Podgoriile declarate DOCG sunt extinse pe 2,200 de hectare și distribuția soiurilor de struguri este 85% Chardonnay, 10% Pinot nero și 5% Pinot bianco.